# O Órfão
O Órfão é um curta-metragem brasileiro  de Carolina Markowicz que ganhou o Short Film Queer Palm no Festival de Cannes 2018.

## Enredo
Jonathas, um menino órfão, é adotado por uma nova família. Porém, logo depois, o garoto é "devolvido" ao orfananto com a justificativa de que ele age de um jeito afeminado. Baseado em fatos reais.

## Elenco
- Kauan Alvarenga ...Jonatas
- Clarisse Abujamra ...Diretora do orfanato
- Georgina Castro ...Mãe
- Ivo Müller ...Pai
- Julia Costa

## Equipe de Produção[3]
- Roteiro: Carolina Markowicz
- Fotografia: Pepe Mendes
- Sonorização: AudioInk
- Design de produção: Vicente Saldanha
- Edição: Lautaro Colace
- Música: AudioInk